# Nicolas Careca
Nicolas Careca, właśc. Nicolas Morês da Cruz (ur. 18 maja 1997 w Brasílii) – brazylijski piłkarz, grający na pozycji napastnika.

## Kariera piłkarska

### Kariera klubowa
Wychowanek klubów Atlético Mineiro i Grêmio, w barwach którego w 2014 rozpoczął karierę piłkarską. Od 2017 grał na zasadach wypożyczenia w klubach Serie B Figueirense FC i Oeste FC. 1 sierpnia 2018 został wypożyczony do Worskły Połtawa. 30 sierpnia 2019 został wypożyczony do GD Estoril Praia.

## Sukcesy i odznaczenia

### Sukcesy piłkarskie
Grêmio
- wicemistrz Campeonato Gaúcho: 2015
- zdobywca Pucharu Brazylii: 2016